# Авіський хрест
Аві́ський хре́ст (порт. Cruz de Avis) — хрест Авіського ордену. Різновид грецького хреста, що має лілії на кінцях (так званий лілійний хрест). Зазвичай має зелений колір. Одна з найпопулярніших фігур в португальській геральдиці, вексилології та фалеристиці. Знак Авіської династії.

## Галерея

Авіський хрест
Авіських хрест
Герб Португалії (1385)
Перейри

### Територіальна геральдика

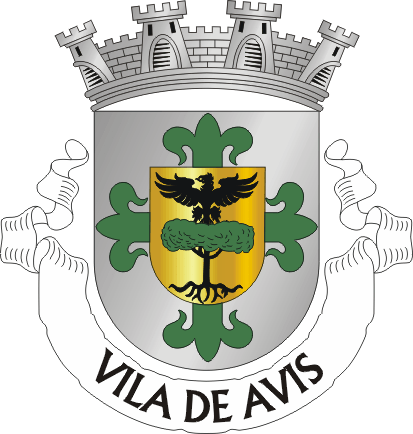
Авіш
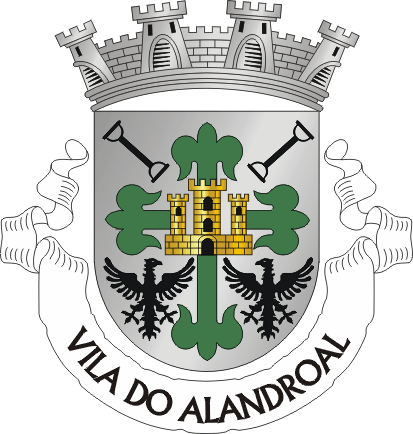
Аландруал
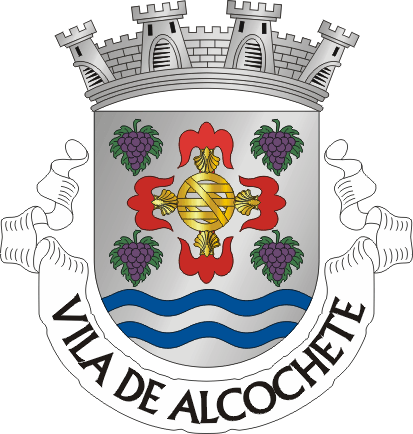
Алкошете
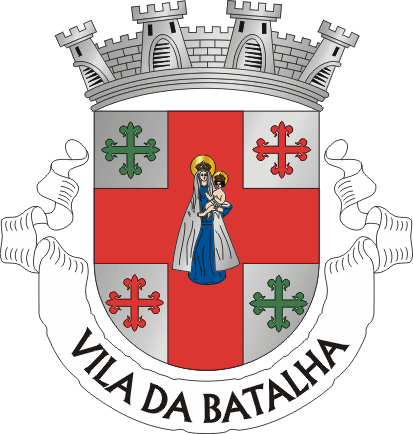
Баталя
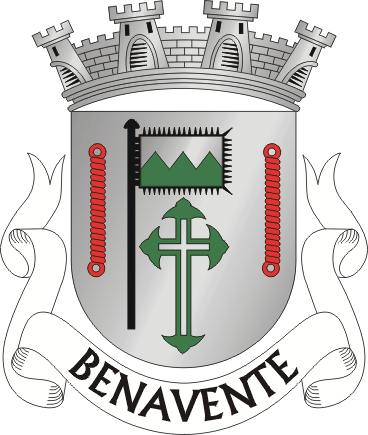
Бенавенте
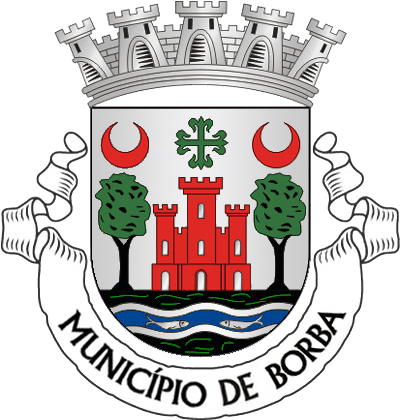
Борба
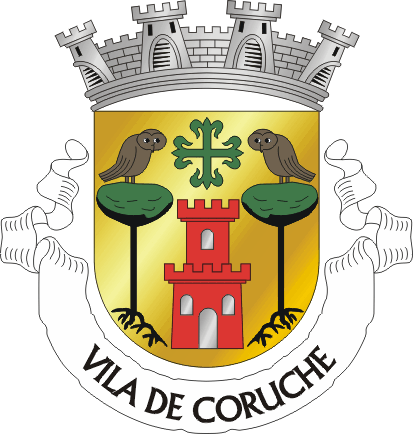
Коруше
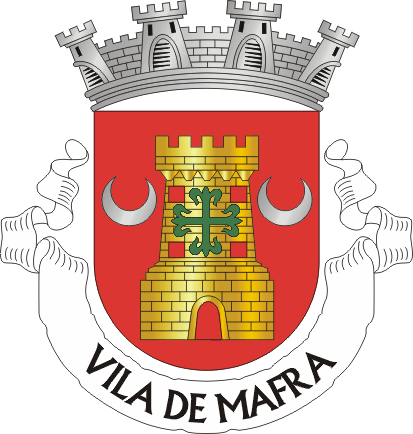
Мафра
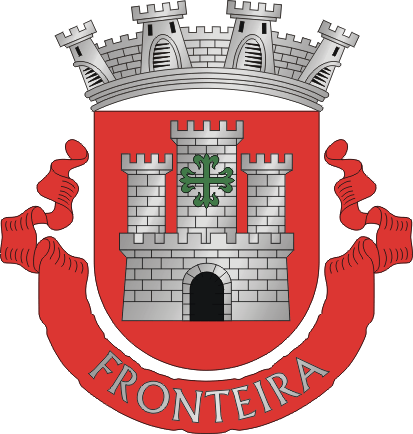
Фронтейра